# Karoya (Cirinten)
Karoya is een bestuurslaag in het regentschap Lebak van de provincie Banten, Indonesië. Karoya telt 1529 inwoners (volkstelling 2010).